# Parveen Shakir
Parveen Shakir, en urdu: پروین شاکر‎, (Pakistán, 24 de noviembre de 1952, 26 de diciembre de 1995) fue una poeta, profesora y funcionaria del Gobierno de Pakistán. Es más conocida por sus poemas, que aportaron una voz femenina distintiva a la literatura urdu, y por su uso constante del raro género gramatical femenino para la palabra "amante".
Desde su muerte, el "Festival de Literatura Urdu Parveen Shakir" se ha celebrado todos los años en Islamabad en su memoria.

## Trayectoria
Parveen Shakir comenzó a escribir a una edad muy temprana. Escribió prosa y poesía, contribuyó con columnas en periódicos urdu y algunos artículos en diarios ingleses. Inicialmente, escribió bajo el seudónimo de "Beena".
Después de enseñar durante nueve años, se incorporó al Servicio Civil de Pakistán y trabajó en el departamento de aduanas. En 1986, fue nombrada segunda secretaria de la Junta Central de Presupuestos (ahora Junta Federal de Presupuestos ) en Islamabad, Pakistán.
En 1976, Parveen Shakir publicó su primer volumen de poesía Khushbu (Fragancia) con gran éxito. Fue galardonada con uno de los más altos honores de Pakistán, el Premio de Representación, por sus destacadas contribuciones a la literatura. Posteriormente publicó otros volúmenes de poesía, incluidos Sad-barg (Marsh Marigold) en 1980 y Khud Kalāmi (Soliloquy) e Inkār (Denial) en 1990. Estos libros de poesía se recopilan en Māh-e-Tamām (Luna Llena). También publicó una colección de las columnas de su periódico, titulada Gosha-e-Chashm (Rincón del ojo). Kaf-e-Āina (The Mirror's Edge) fue lanzada póstumamente con obras de sus diarios y revistas.

## Estilo de poesía
Los dos estilos principales en los que escribió fueron ghazal y āzād nazm (verso libre), donde utilizó varias técnicas literarias y examinó temas delicados para crear una imagen completa de la experiencia femenina.

### Ghazliat
Los ghazliāt de Shakir se consideran "una combinación de tradición clásica con sensibilidad moderna", y tratan principalmente de la perspectiva femenina sobre el amor y el romance, y temas asociados como belleza, intimidad, separación, rupturas, distancias, desconfianza, infidelidad. y deslealtad.
La mayoría de los ghazliāt de Shakir contienen de cinco a diez pareados, a menudo interrelacionados. A veces, dos pareados consecutivos pueden diferir mucho en significado y contexto, un ejemplo de esto se puede observar en los siguientes pareados:
| Traducción a inglés | Urdu                                                                                                 |
| That girl just like her home Fell victim to the flood perhaps I see light when I think of you Remembrance, has become the moon perhaps | اپنے گھر کی طرح وہ لڑکی بھی نذرِ سیلاب ہو گئی شاید تجھ کو سوچوں تو روشنی دیکھوں یاد، مہتاب ہو گئی شای |

El ghazliāt se basa en gran medida en metáforas y símiles, que se utilizan de forma repetida y estimulante para aportar fuerza y lirismo a sus obras. Un buen ejemplo de esto se ve en una de sus coplas más famosas:
| Traducción a inglés                                                                                          | Urdu                                                                      |
| He is fragrance, and shall diffuse in the winds, The trouble lies with the flower, where shall the flower go | وہ تو خشبو ہے، ہوائوں میں بکھر جائے گا مسئلہ پھُول کا ہے، پھُول کدھر جائے گ |

Aquí, Shakir relaciona la fragancia con un amante infiel, el aire con los amores secretos de la persona infiel y la flor con la persona engañada. Otras metáforas que Shakir usa comúnmente son titlī (mariposa) para Romeo, bādal (nube) para el amor de uno, bārish (lluvia) para el afecto, āṅdhī (tormenta) para dificultades y chāṅd (luna) para la soledad. Un ejemplo con el tema central de la soledad usando la luna como metáfora es:
| Traducción a inglés                                                                       | Urdu                                                                 |
| All are passengers All share the fate I, alone here on Earth! He, alone there in the sky! | ایک سے مُسافر ہیں ایک سا مقدّر ہے میں زمین پر تنہا! اور وہ آسمانوں میں |

Algunos de sus ghazliāt han ganado un estatus icónico en la literatura urdu. Otro pareado notable que se cita a menudo para comentar sobre el conocimiento y la conciencia a menudo sorprendentes de la generación más joven es:
| Traducción a inglés                                                                         | Urdu                                                             |
| They insist upon catching the firefly in daylight The children of our age, have grown wiser | جگنو کو دن کے وقت پرکھنے کی ضد کریں بچّے ہمارے عہد کے چالاک ہو گئ |

### Verso libre
En comparación con su ghazliāt, el verso libre de Shakir es mucho más audaz y explora temas sociales y tabúes, incluida la desigualdad de género, la discriminación, el patriotismo, el engaño, la prostitución, la psique humana y la actualidad. Está escrito de una manera que se consideraba y se sigue considerando moderna en Pakistán.
Además de los temas de feminidad y sexualidad femenina, Shakir también usó verso libre para escribir sobre temas relacionados con las disparidades económicas y la tendencia de la sociedad a explotar a los débiles y a los pobres. Varios de sus poemas lamentan la dura realidad que enfrentan muchos trabajadores de bajos ingresos en todo el mundo. Por ejemplo, su poema "Steel Mills Worker" habla sobre las condiciones deplorables y las largas horas que los trabajadores tienen que hacer todos los días. El poema también describe cómo estos trabajadores son utilizados como un medio para un fin por quienes los emplean. Las últimas líneas del poema pintan vívidamente este cuadro con crudeza.
Otro de sus poemas, "We Are All Dr Faustus", profundiza en este tema y aborda directamente la prevalencia de la corrupción en los círculos de personas adineradas y poderosas. Afirmó que los ricos logran sus objetivos pero a un precio muy alto, y utilizó estos argumentos para criticar sistemas económicos como el capitalismo.
La longitud de los poemas en verso libre de Shakir puede variar desde unos pocos hasta muchos versos. La mayoría están escritos con un tema central, mientras que algunos están escritos en el modo de flujo de conciencia.
Parveen Shakir es conocida por el uso de referencias a la cultura pop y palabras y frases en inglés, una práctica que generalmente se considera inapropiada y es criticada en la poesía urdu. Un ejemplo es el poema Departmental Store Mein (En una tienda departamental), que se denomina así a pesar de que el título podría haber sido sustituido por su equivalente en urdu. También usó palabras como "rosa natural", "loción de manos", "sombra", "aroma" y "paquete", e hizo referencias a marcas de cosméticos como Pearl, Revlon, Elizabeth Arden y Tulip en el poema. Otros ejemplos son sus poemas Ecstasy, Nun, Duty, Flower show, y Picnic.
El verso libre de Shakir también contiene algunas obras y poemas acreditados que son traducciones de, o inspirados por, otros autores. Algunos ejemplos son "Wasteland", un poema inspirado en el poema del mismo nombre de Elliot "Benasab Wirsay Ka Bojh" (La carga de la herencia ilegítima), una traducción de "Leda y el cisne" de Yeats, y "Banafshay Ka Phool" (A Violet), inspirada en "A Violet under a hidden rock" de Wordsworth.

## Temas poéticos
Los poemas de Parveen Shakir son conocidos por su exploración en profundidad de temas sensibles de los que rara vez se habla, especialmente entre las mujeres. Sus poemas pretendían abarcar todas las partes del ser mujer, desde la inocencia hasta el comienzo de la conciencia de la propia sexualidad, y también las luchas más adultas. Estos incluyen las dificultades del amor, las restricciones y presiones sociales que enfrentan las mujeres únicamente, y la necesidad de que las mujeres estén más representadas en todos los ámbitos de la sociedad. Un aspecto de la escritura por el que Shakir es particularmente conocida es su introducción de pronombres femeninos, tanto en primera como en tercera persona, como una forma de normalizar la feminidad en la poesía, específicamente dentro del ámbito de la poesía urdu, un campo tradicionalmente masculino.
A través de sus ghazals en particular, continuó encarnando una voz femenina a través de elecciones gramaticales, dando una voz a las mujeres y a la experiencia femenina. La vida personal de Shakir fue extremadamente influyente en la elección del estilo y el tema que eligió seguir. Un ejemplo de esto sería el tumultuoso divorcio entre ella y su esposo, que resultó en la pérdida de la custodia de su hijo debido a la ley paquistaní. Este evento fue una de las razones por las que su escritura se centró en gran medida en los problemas de las mujeres en lo que respecta a su lugar en la sociedad. Muchos de sus poemas lamentan la discriminación que enfrentan las mujeres, especialmente la experiencia de divorciadas que viven en un país más conservador.

## Legado
La poesía de Parveen Shakir fue bien recibida y, después de su prematura muerte, ahora se la considera una de las mejores y "más destacadas" poetas modernas que ha producido el idioma urdu. Aclamada como una "gran poetisa", su poesía ha sido comparada con la del poeta iraní Forough Farrokhzad, y es considerada una de las escritoras "consideradas pioneras en desafiar la tradición al expresar la "experiencia femenina "en la poesía urdu".
Sus poemas eran únicos en el sentido de que exponían e incluso fomentaban la libertad de expresión entre las mujeres. Ella no rehuyó los temas tabú; en cambio, los reclamó y los utilizó para crear poemas provocativos que desafían la dependencia de las mujeres de los hombres. Influenciados por su experiencia con la tradición paquistaní, los analistas literarios sugieren que trató de usar sus poemas para ofrecer un refugio a las mujeres que luchan contra la misoginia, específicamente en la cultura del sur de Asia.
Su primera y más conocida obra, Khushbu, fue específicamente monumental en este sentido. En los escritos de Shakir, tocó el tema de la separación. El libro de Shakir exploró el tema en el sentido de no solo estar emocionalmente sola, sino también en lo que respecta a perder injustamente el respeto social como mujer en ausencia de un hombre. Sus poemas aluden no solo a lo que un hombre le brinda emocional y físicamente, sino también financieramente y en términos de expectativas sociales.
El trabajo de Shakir ha sido reconocido por varios otros poetas y los medios de comunicación en general. Una fuente afirma: "Parveen ... parece haber capturado lo mejor del verso urdu. . . Debido a [su] estilo y variedad de expresiones, uno se sentirá intrigado y ... entretenido por alguna poesía conmovedora ". Otro elogia "su fluidez rítmica y su redacción pulida".
La destacada figura literaria de Pakistán, Iftikhar Arif, ha elogiado a Parveen Shakir por impresionar "a los jóvenes a través de su variedad temática y poesía realista", por agregar "una nueva dimensión al tema tradicional del amor al dar expresión a sus emociones con un estilo simple y diáfano", y usar una "variedad de palabras para transmitir diferentes pensamientos con diferentes intensidades".
The Delhi Recorder ha declarado que Shakir "ha dado el toque femenino más hermoso a la poesía urdu".
El trabajo de Shakir en la escritura, la enseñanza y el servicio gubernamental inspiró a muchas mujeres a seguir su ejemplo. Después de conocer la carrera pionera de Shakir, muchas mujeres decidieron unirse a sectores laborales que antes rara vez tenían mujeres, como el periodismo y el servicio público.
La primera selección sustancial de la obra de Shakir traducida al inglés fue realizada por el poeta Rehan Qayoom en 2011. En 2019, una colección de 100 poemas seleccionados de Shakir fueron traducidos al inglés por Naima Rashid y publicados por Oxford University Press bajo el título "Defiance of the Rose".

### Festival de literatura urdu Parveen Shakir
Debido al gran impacto de Parveen Shakir en el mundo de la poesía, Parveen Shakir Trust se estableció en 1994. Este festival ahora también incorpora el Festival de Literatura Urdu Parveen Shakir en Islamabad todos los años. Durante el festival, se exhiben obras de varios poetas, incluida Parveen Shakir, en un intento de crear conciencia e interés en las formas tradicionales de escritura y poesía de Pakistán. El festival se dirige especialmente a los jóvenes con el fin de incrementar la cantidad de jóvenes dedicados a este tipo de estudios, aunque da la bienvenida a los asistentes de todas las edades. Según los organizadores del festival, el evento sirve como una forma de honrar a los escritores pasados, continuar la influencia de sus escritos y promover la creatividad entre el público en general.

## Reconocimientos
El primer libro de Shakir, Khushboo, recibió el Premio Literario Adamjee en 1976. Más tarde, recibió el Pride of Performance, uno de los más altos honores de Pakistán en 1990.
Tras su muerte, el Festival Parveen Shakir Trust fue establecido por su amigo cercano, Parveen Qadir Agha. Parveen Shakir Trust organiza una función anual y entrega el premio "Aks-e-Khushbu".

### Sello postal conmemorativo
En 2013, la Oficina de Correos de Pakistán emitió un sello postal conmemorativo, con la denominación de 10 rupias para honrarla en el 19º aniversario de la muerte de Parveen Shakir.

### Tributo
El 24 de noviembre de 2019, Google celebró su 67 cumpleaños con un Doodle de Google.

## Vida personal

### Nacimiento
Parveen nació el 24 de noviembre de 1952 en Karachi, Sindh, Pakistán.

### Educación
Parveen tenía un alto nivel educativo. Recibió dos títulos universitarios, uno en literatura inglesa y otro en lingüística, y obtuvo una maestría en las mismas materias de la Universidad de Karachi. También obtuvo un doctorado y otra maestría en administración bancaria.
En 1982, Shakir aprobó el Examen de Servicios Superiores Centrales (CSS). En 1991, obtuvo una maestría en Administración Pública de la Universidad de Harvard. 

### Familia y muerte

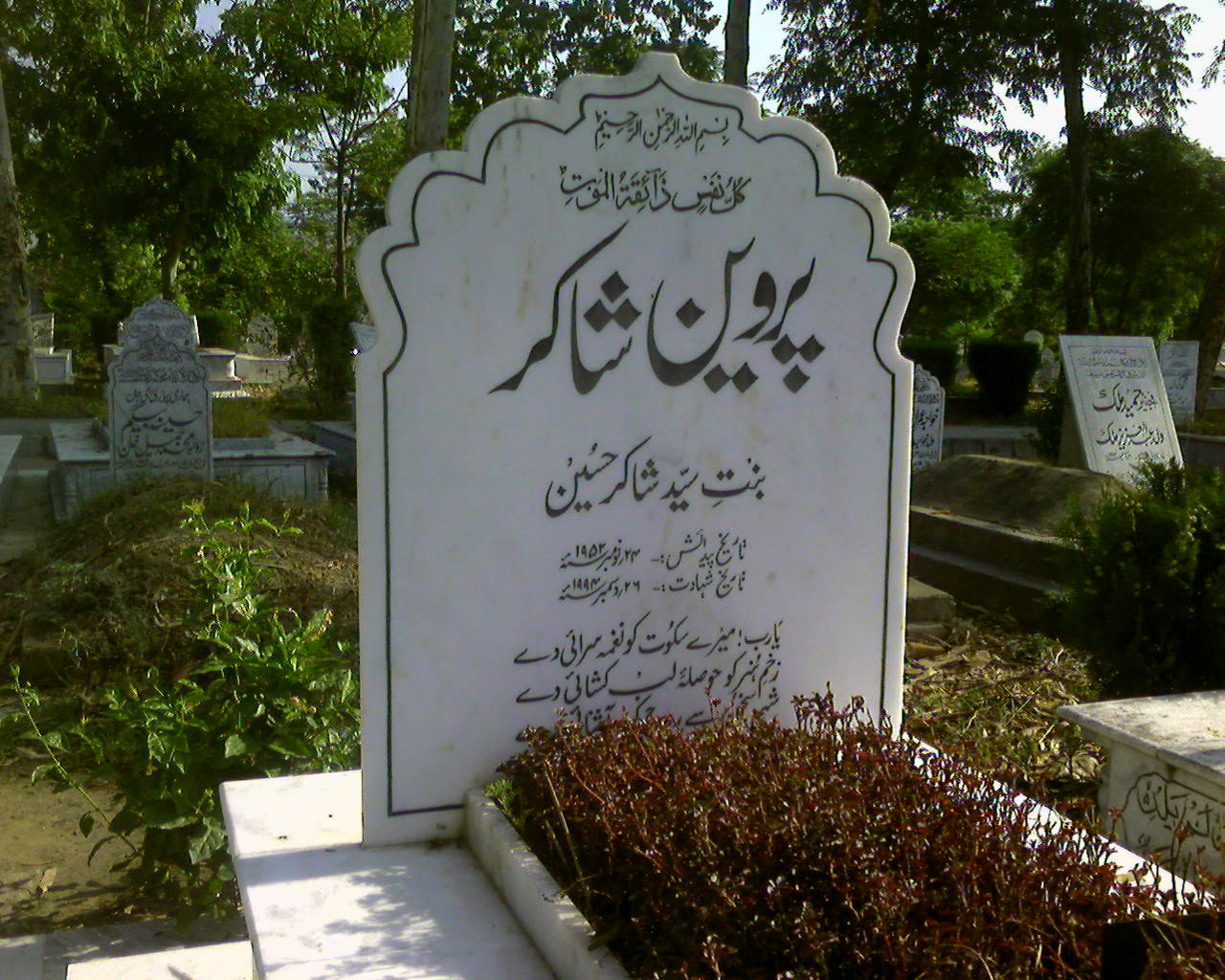
Lugar de descanso final de Shakir en Islamabad

Parveen Shakir se casó con un médico paquistaní, Syed Naseer Ali, con quien tuvo un hijo, Syed Murad Ali, pero el matrimonio no duró mucho y terminó en divorcio. 
El 26 de diciembre de 1994, el automóvil de Parveen chocó con un autobús mientras se dirigía al trabajo en Islamabad. Murió como consecuencia del accidente, una gran pérdida para el mundo de la poesía urdu.
La carretera en la que tuvo lugar el accidente lleva su nombre como Parveen Shakir Road.

## Libros
A continuación se muestra una lista de los libros publicados de Shakir. La traducción al inglés del título de cada libro sigue en cursiva.
Volúmenes de poesía
- خوشبو • "Khushbu" (1976) – Fragrance
- صد برگ • "Sad-barg" (1980) – Marsh Marigold
- خود کلامی • "Khud-kalaami" (1990) – Soliloquy
- اِنکار • "Inkaar" (1990) – Refusal
- ماہِ تمام • "Maah-e-Tamaam" (1994) – Full Moon (Compilation of the books above)
- کفِ آئینہ • "Kaf-e-Aa'ina" – The Mirror's Edge (Trabajos póstumos publicados como diario)

Prosa
- گوشہ چشم • "Gosha-e-Chashm" – Corner of the eye (Compilación de columnas escritas en periódicos)